# Spaanse watersalamander
De Spaanse watersalamander, ook wel Iberische watersalamander,, (Lissotriton boscai) is een watersalamander uit de familie echte salamanders (Salamandridae).

## Naam
De soort werd voor het eerst wetenschappelijk beschreven door Fernand Lataste in 1879. Oorspronkelijk werd de wetenschappelijke naam Pelonectes boscai gebruikt. De soortaanduiding boscai is een eerbetoon aan Eduardo Boscá y Casanoves.

## Uiterlijke kenmerken
Deze salamander wordt maximaal 10 centimeter lang en is vrij smal en fijngebouwd waardoor het lichaam nog kleiner lijkt. In de paartijd krijgen de mannetjes een felgele buik met aan de zijkanten zwarte stippen en een lichte kam op de rug, met aan de onderzijde van de staart een lichte streep en meestal een witte staartpunt. De flanken en rugkam hebben geen felle kleuren en buiten de paartijd zijn ze grauwgrijs tot zwart met donkere vlekken over het hele lijf en hebben een vaaloranje buik. Ook heeft de Spaanse watersalamander duidelijk gele ogen met daarin de oogstreep die wel meer soorten hebben, waardoor de pupil spleetvormig lijkt, maar dat niet is.

## Algemeen
Deze soort leeft in zuidelijk West-Spanje en in Portugal. De habitat bestaat uit heldere stroompjes en vijvers, liefst met diepere plekken zoals bij rotsen en grotten met veel vegetatie maar ook wel in stromende beekjes. Op het menu staan kleine waterdieren zoals slakjes, watervlooien en wormen en soms ook wel plantendelen. De Spaanse watersalamander is sterk aan water gebonden en komt er tijdens de paartijd niet uit, ook daarbuiten als in de strooisellaag voedsel gezocht wordt blijft de salamander in de buurt van oppervlaktewater.